# 李增 (嘉靖進士)
李增（1507年—？），字孟川，河南潁川衛人，軍籍，明朝政治人物。

## 生平
直隸潁州學軍生，嘉靖十年（1531年）辛卯科河南鄉試第六十四名舉人，十四年（1535年）中式乙未科會試第七十五名，二甲第五十名進士。授户部主事，十七年监兑湖廣。官至濟南府知府。

## 家族
曾祖李琮，義官；祖父李蘭，義官；叔祖李葵，成化進士；父李炳，監生；叔父李貞，隆慶進士。母劉氏。重庆下。